# محمود ذياب الأحمد
محمود ذياب الأحمد المشهداني هو مهندس مدني وسياسي عراقي ودبلوماسي سابق، شغل منصب آخر وزير داخلية في فترة حكم صدام حسين، كان مقيما في أربيل بعد مغادرته السجن. يقيم ويعمل حاليا في السودان.

## المناصب السياسية
شغل منصب وزير الزراعة في فترة حرب الخليج الثانية. في أيلول 1991، دخل في نزاع مع وزير الدفاع حسين كامل حسن حول إعادة إنشاء جسر الجمهورية في بغداد، شغل لاحقا منصب وزير الإسكان والتعمير ثم وزير الري حيث كان له دور بارز في التفاوض مع تركيا وسوريا حول الحقوق المائية في نهري دجلة والفرات.
في 28 أيار 2001، خلف محمد زمام عبد الرزاق في منصب وزير الداخلية، ليستمر في المنصب حتى احتلال العراق. ترك محمد زمام عبد الزراق منصبه في وزارة الداخلية ليتفرغ لمنصب مسؤول تنظيمات حزب البعث العربي الاشتراكي في محافظة نينوى ومحافظة التأميم. أما منصب وزير الري فقد شغله رسول عبد الحسين سوادي خلفا لمحمود ذياب الأحمد

## إعتقاله والإفراج عنه
أدرج اسمه في قائمة العراقيين المطلوبين لدى الولايات المتحدة، واعتقل بعد احتلال العراق في الثامن من آب من عام 2003، في عام 2005، وجهت له تهمة في قضية الأهوار. أفرج عنه في تموز 2012 بعد أن أنهى فترة الحكم الصادر بحقه، خلال فترة اعتقاله وقع على بطاقة لعب تحمل صورته لصالح الرقيب مارك هاينبو. حيث كان محكوما بالسجن 7 سنوات.